# مایکه ون د دوین
مایکه ون د دوین (هلندی: Maike van der Duin؛ زادهٔ ۱۲ سپتامبر ۲۰۰۱) دوچرخه‌سوار اهل هلند است.
وی در مسابقات کشوری و بین‌المللی در مجموع برندهٔ ۴ مدال نقره، ۱ مدال برنز شده‌است.